# Lathromeromyia perminuta
Lathromeromyia perminuta is een vliesvleugelig insect uit de familie van de Trichogrammatidae. De wetenschappelijke naam is voor het eerst geldig gepubliceerd in 1914 door Alexandre Arsène Girault.